# Joseph Höffner
Joseph Höffner (Horhausen, 24 december 1906 - Keulen, 16 oktober 1987) was een Duits geestelijke en kardinaal van de Rooms-Katholieke Kerk.

## Jonge jaren
Tot 1922 bezocht Höffner het Kaiser-Wilhelm-Gymnasium in Montabaur en vervolgens tot 1926 het Friedrich-Wilhelms-Gymnasium in Trier. Hierna studeerde hij wijsbegeerte en theologie aan de Pauselijke Gregoriaanse Universiteit in Rome. Hij promoveerde er in 1929 in de filosofie op het proefschrift Der technische Fortschritt und das Heil des Menschen. Vijf jaar later verdedigde hij er het proefschrift Soziale Gerechtigkeit und soziale Liebe: Versuch einer Bestimmung ihres Wesens aan de Faculteit der Godgeleerdheid. Hij keerde terug naar Duitsland, waar hij in Freiburg im Breisgau zijn theologische studies voortzette. In deze stad studeerde hij ook nog enkele jaren economie. Hier promoveerde hij in 1940 in de economische wetenschappen op het proefschrift Wirtschaftsethik und Monopole im fünfzehnten und sechzehnten Jahrhundert. Aan de Universiteit van Freiburg verdedigde hij in 1945 een Habilitationsschrift bij de theologische faculteit, dat handelde over Christentum und Menschenwürde. Das Anliegen der spanischen Kolonialethik im Goldenen Zeitalter.
Inmiddels was hij al in 1932 priester gewijd door Francesco Marchetti Selvaggiani, kardinaal-vicaris van Rome. In 1945 werd hij hoogleraar in de Christelijke Sociale Leer aan de Universiteit Trier. Vanaf 1955 doceerde hij aan de Universiteit van Münster.

## Kardinaal
In 1962 benoemde paus Johannes XXIII hem tot bisschop van Münster. Hij koos als wapenspreuk Iustitia et Caritas (Gerechtigheid en Naastenliefde). Höffner nam deel aan het Tweede Vaticaans Concilie. Paus Paulus VI benoemde hem in 1969 tot titulair bisschop van Aquileia en tot bisschop-coadjutor van Keulen. Niet veel later volgde hij Joseph kardinaal Frings op als aartsbisschop van Keulen. Tijdens het consistorie van 28 april van dat jaar werd hij kardinaal gecreëerd. De Sant'Andrea della Valle werd zijn titelkerk. Kardinaal Höffner nam deel aan de conclaven van augustus 1978 en van oktober 1978 die leidden tot de verkiezing van respectievelijk paus Johannes Paulus I en Johannes Paulus II. Vanaf 1976 was hij voorzitter van de Duitse bisschoppenconferentie.
Kardinaal Höffner ging in september 1987 met emeritaat en overleed een maand later. Hij gold als een groot deskundige op het gebied van de katholieke sociale leer. Vanwege zijn hulp aan vervolgde Joden tijdens de Tweede Wereldoorlog werd hij in 2003 door Jad Wasjem postuum onderscheiden als Rechtvaardige onder de Volkeren.

## Publicaties

### Monografieën
- Christliche Gesellschaftslehre. nieuwste druk, uitgegeven, bewerkt en aangevuld door Lothar Roos. Butzon & Bercker, Kevelaer 1997, ISBN 3-7666-0107-5.
- Bauer und Kirche im deutschen Mittelalter. Paderborn 1938.
- Wirtschaftsethik und Monopole im 15. und 16. Jahrhundert. Jena 1941, 2e druk: Darmstadt 1969.
- Christentum und Menschenwürde. Das Anliegen der spanischen Kolonialethik im Goldenen Zeitalter. Trier 1947.
- Der Start zu einer neuen Sozialpolitik. Köln 1955.
- Sozialpolitik im deutschen Bergbau. Münster 1955, 1956.
- Wilhelm Emmanuel Ketteler und die katholische Sozialbewegung des 19. Jahrhunderts. Wiesbaden 1962.
- Ehe und Familie. Wesen und Wandel in der industriellen Gesellschaft. Münster 1959, 1965
- In der Kraft des Glaubens, 2 Bände. Freiburg i.Br. 1986. ISBN 3-451-20878-4.

### Redactie
- Jahrbuch des Instituts für Christliche Sozialwissenschaften. Münster 1960 ff.
- Schriften des Instituts für Christliche Sozialwissenschaften der Westfälischen Wilhelms-Universität Münster, 19 Bände. Münster 1955 ff.
- (met Alfred Verdross en Francesco Vito): Naturordnung in Gesellschaft, Staat, Wirtschaft. Innsbruck, Wien, München 1961